# Clara Peetersová
Clara Peetersová (asi 1594 Antverpy – 1658?) byla vlámská malířka období raného baroka.

## Život a dílo
Podrobnosti o jejím životě jsou nejasné. Nedochovaly se žádné dokumenty, které by se prokazatelně vztahovaly k její osobě. Archivy města Antverpy uchovávají záznam o Claře Peetersové, dceři Jeana (Jana) Peeterse, pokřtěné 15. května 1594 v kostele sv. Walburgy v Antverpách. Druhý dokument naznačuje sňatek mezi Clarou Peetersovou a Henricusem Joosenem 31. května 1639 ve stejném kostele. Nicméně, jak křestní jméno Clara, tak zejména příjmení Peeters byly v Antverpách běžnými jmény. Neexistují žádné informace o jejím uměleckém vzdělání, ale lze předpokládat, že se vyučila u některého z uznávaných mistrů, pravděpodobně u antverpského malíře zátiší Osiase Beerta. Nejprve žila v Antverpách, ale pak se v roce 1611 přestěhovala do Amsterdamu a v roce žila 1617 v Haagu.  Nebyl nalezen žádný záznam o jejím úmrtí. Poslední známou informací o ní je obraz z roku 1657, který byl ztracen. Přesné okolnosti její smrti nejsou známy.
Aktivně tvořila v letech 1607–1621, z této doby se dochovalo 31 obrazů s její signaturou. Celkem je jí připisováno kolem 80 obrazů. Její první známý signovaný obraz je datován do roku 1607 a odráží technické a kompoziční dovednosti školeného umělce. Velmi dobře ovládala techniku olejomalby. Jako jedna z mála žen se specializovala na malbu zátiší s různými potravinami a ovocem, v nichž byly zakomponovány další předměty (nádobí, příbory, sklenice, vázy s květinami atd.), tzv. snídaňová zátiší.  Ve svých raných dílech byla Peetersová obzvláště fascinována dopadem světla na kovové předměty (mince, poháry, cínové nádobí atd.). Na některých obrazech se zobrazovala v odrazu světla na pohárech. Z roku 1610 pochází autoportrét Vanitas. Později malovala prostší předměty, jako ovoce, ořechy, sýry a ryby. Její zátiší s rybami, ústřicemi a krevetami zachycují čerstvé mořské plody, květiny a lesklé mušle. Je pro ni typické detailní provedení malovaných předmětů, které v sobě skrývají určitou symboliku.

## Galerie

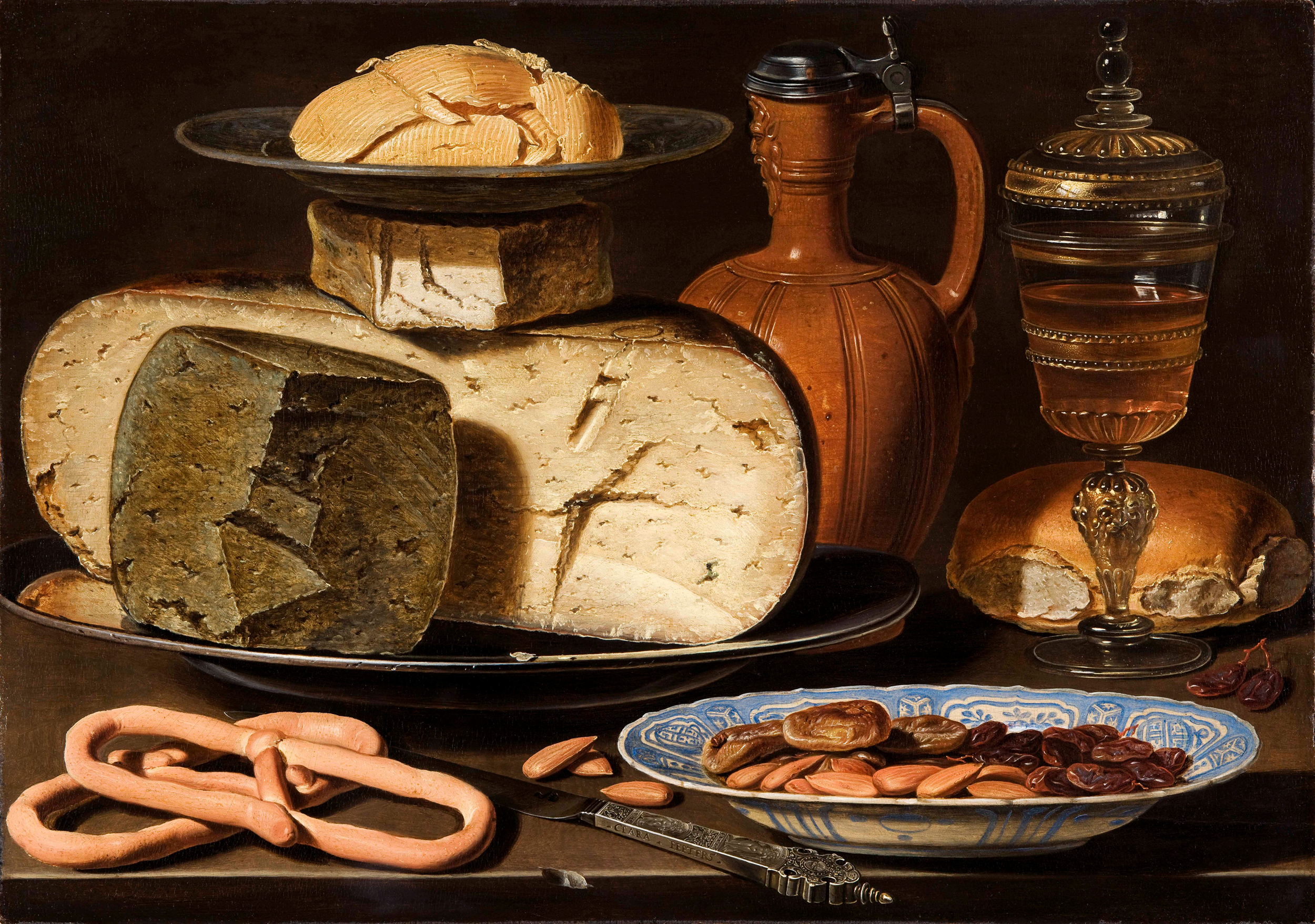
zátiší se sýry, mandlemi a preclíky (cca 1615, olej na dřevě)
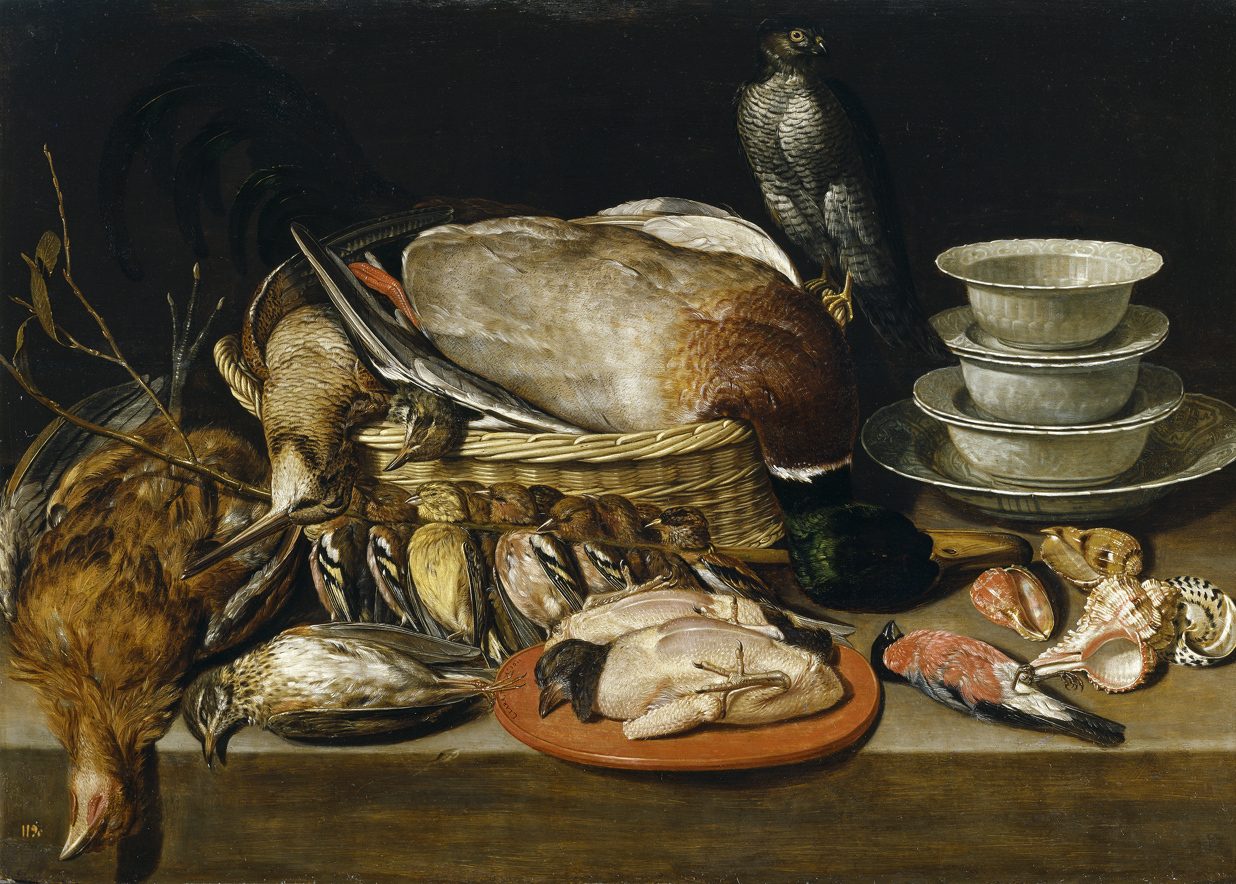
zátiší s krahujcem, ptáky, porcelánem a mušlemi (1611, olej na dřevě)
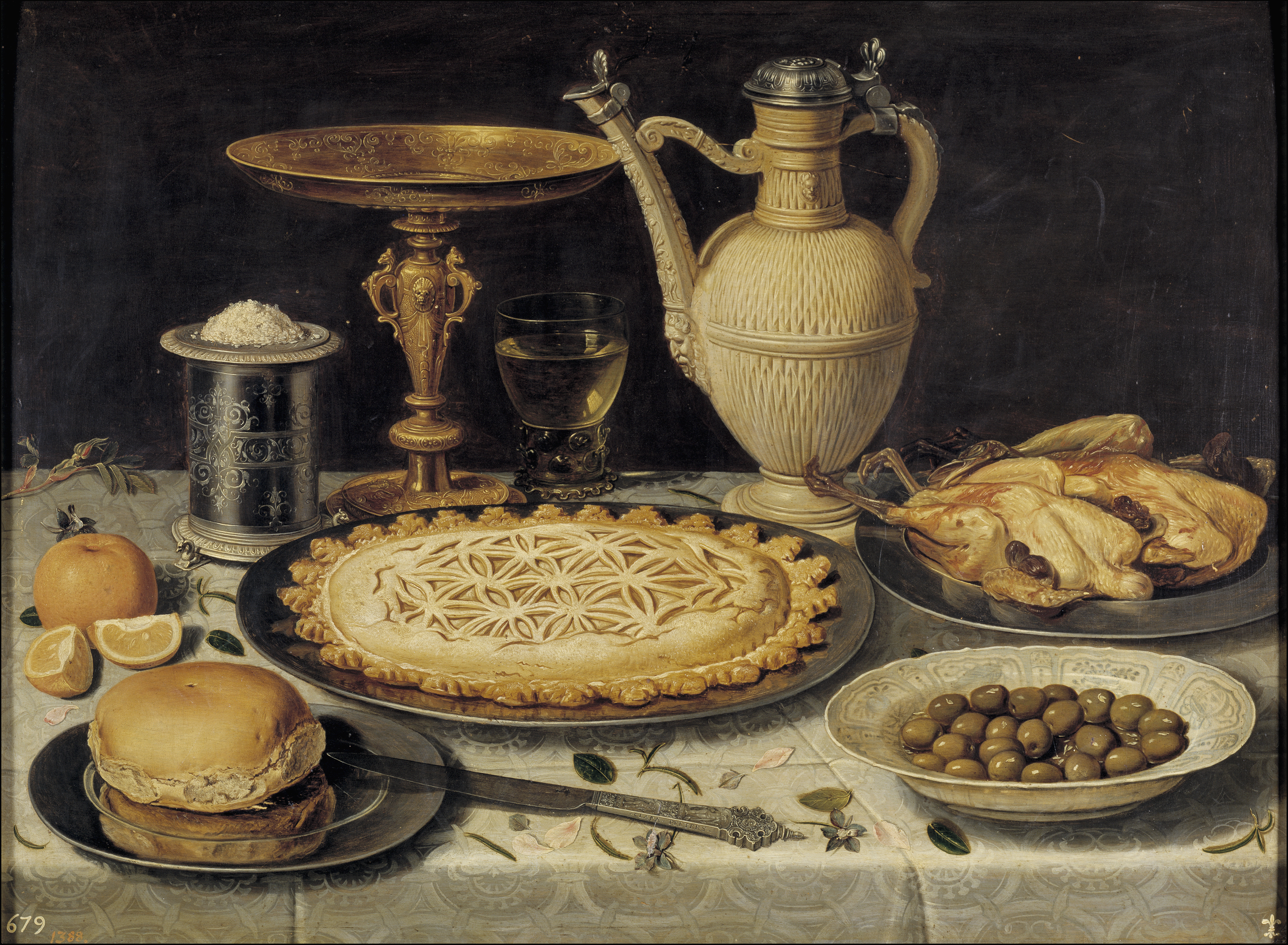
Stůl (asi 1611, olej na dřevě)
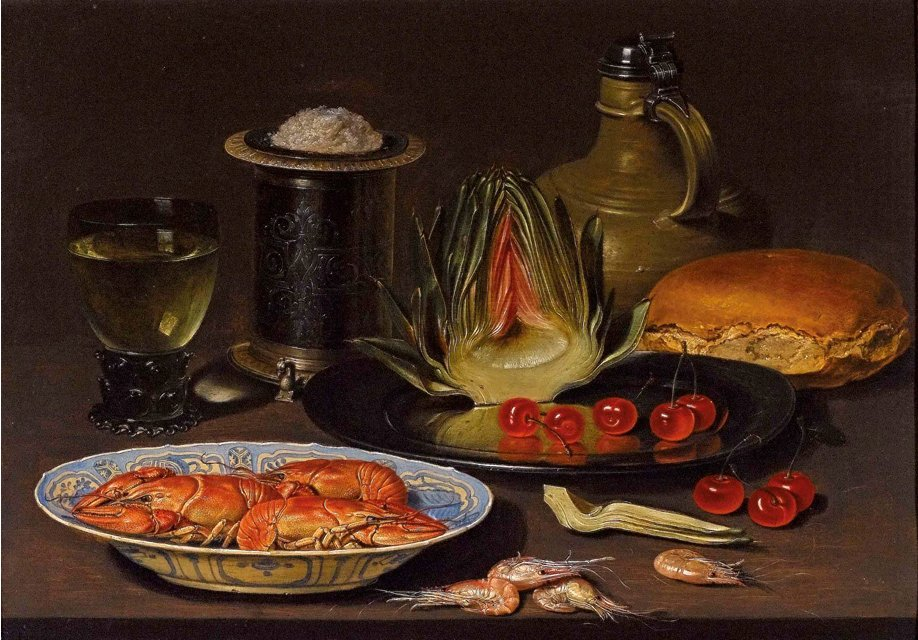
zátiší s artyčoky, kraby a třešněmi (asi 1618, olej na dřevě)
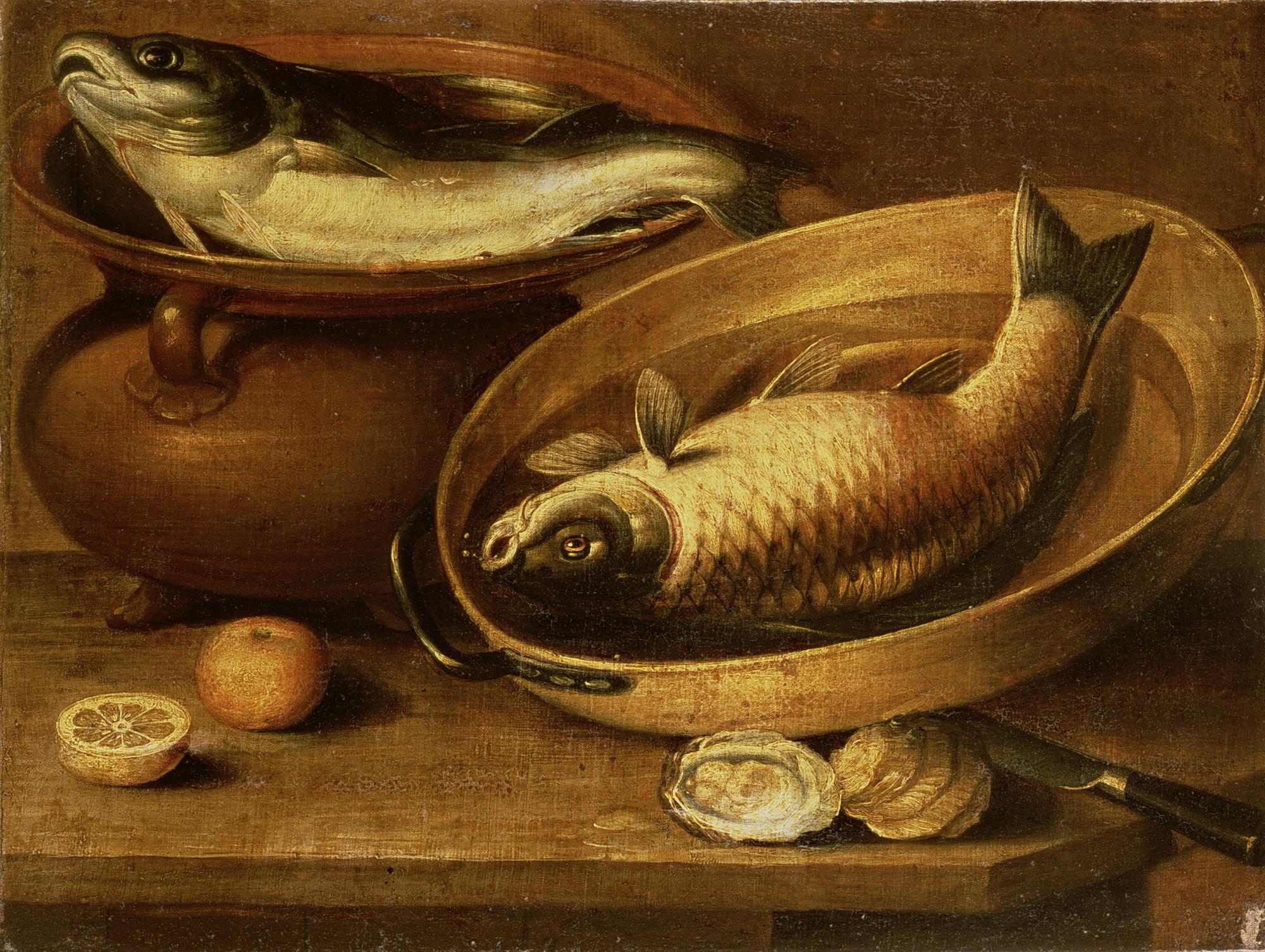
zátiší s rybami a citrony
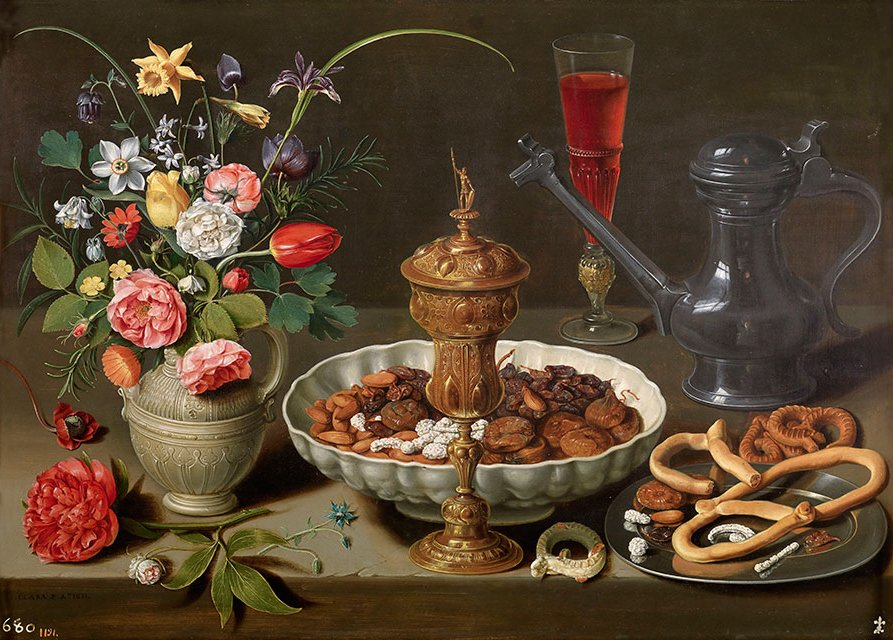
Zátiší s květinami, zlaceným pohárem, mísou s mandlemi, ořechy a bonbóny, preclíky, víno a cínová nádoba
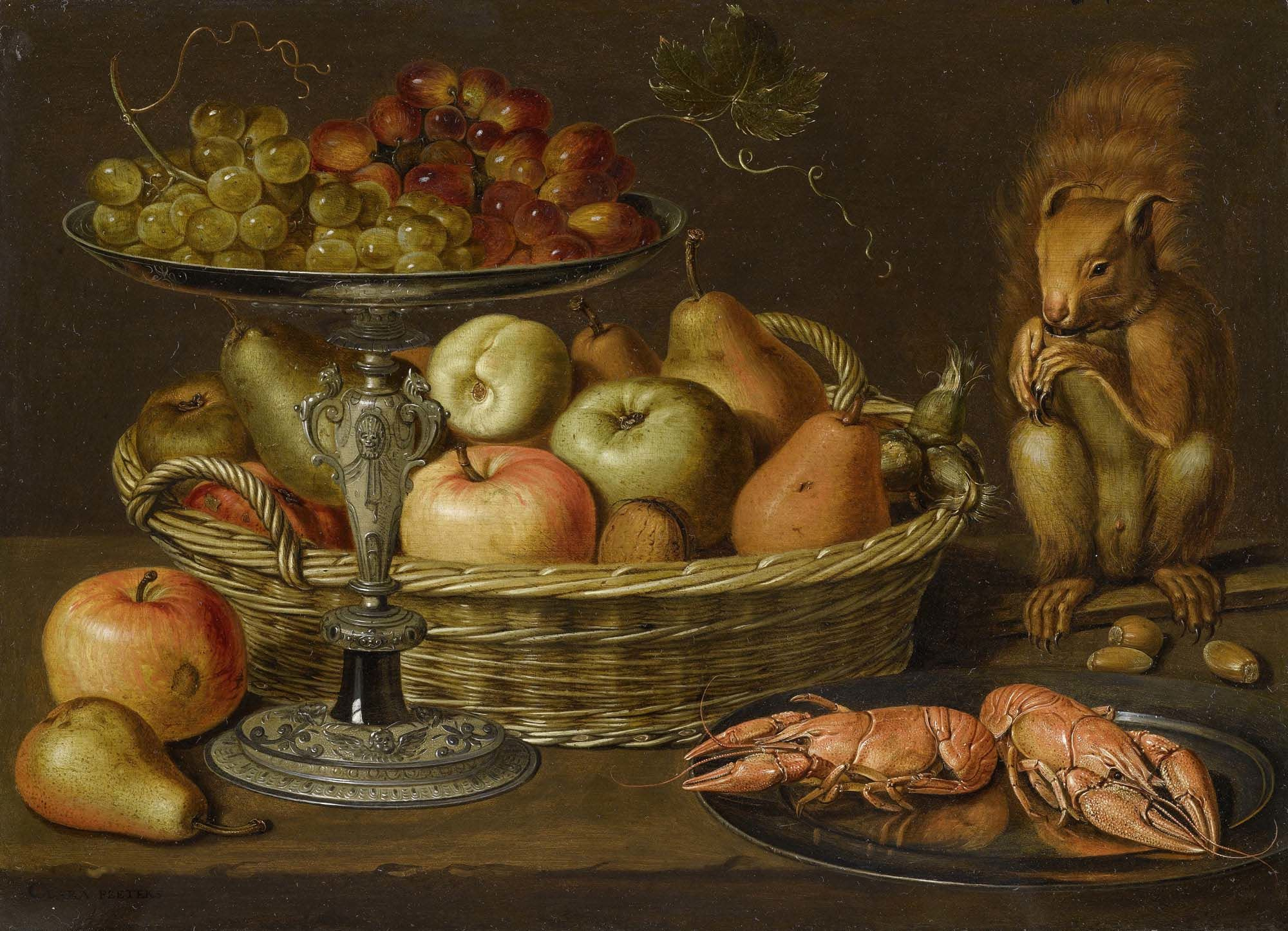
zátiší s ovocem, kraby a veverkou
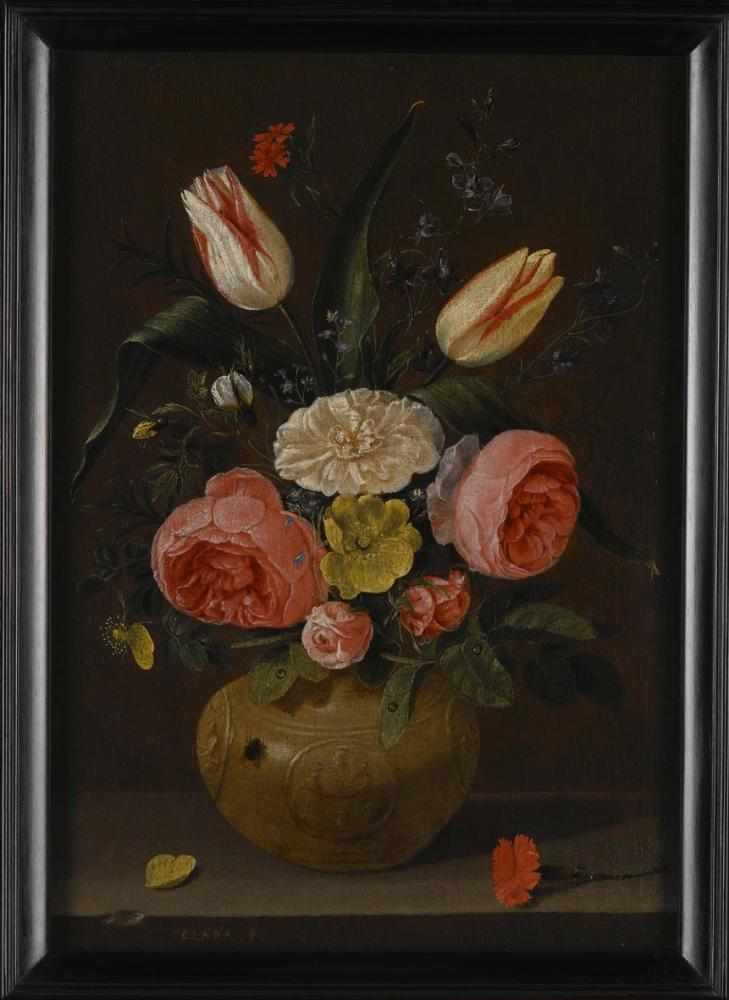
Kytice (asi 1612, olej na dřevě)